# Републикански път III-607
Републикански път IIІ-607 е третокласен път, част от Републиканската пътна мрежа на България, преминаващ по територията на области Пловдив и Ловеч. Дължината му е 67,7 км.
Пътят се отклонява наляво при 281,4 км на Републикански път I-6, югозападно от град Калофер, минава през западната част на града и продължава на север по долината на река Тунджа, като навлиза в Калоферска планина на Стара планина. След около 7 км, в местността „Паниците“ асфалтовото покритие свършва и следващите 18,5 км до паметника на загиналите руски воини в Руско-турската война от 1877-78 г. пътят следва изграденото през 1950-те години и вече напълно амортизирано трасе за връх Ботев. След паметника пътят продължава вече като полски път, преодолява най-високата част на Стара планина, достига до хижа "Тъжа", а след нея слиза по северния склон на планината с макадамово покритие и достига до град Априлци. Преминава през центъра на града и през селата Скандалото и Велчево достига до село Драшкова поляна, където в северозападната му част се съединява с Републикански път III-357 при неговия 12,8 км.
При 42,9 км в квартал „Острец“ на град Априлци надясно се отделя Републикански път III-6072 (29,1 км), който през селата Шопите, Кръвеник, Селище, Стоките, Попска, Карамичевци и Батошево достига южно от село Горна Росица до 4,7 км на Републикански път III-4402.

Път ІІІ-607: Движението по път III-607 Калофер – Априлци от км 6+795 до км 36+000 е ограничено. Срок – целогодишно.;
| Пътища, отклоняващи се надясно (населено място, № на пътя, посока на пътя) | Км   | Пътища, отклоняващи се наляво (посока на пътя, № на пътя, населено място) |
| -------------------------------------------------------------------------- | ---- | ------------------------------------------------------------------------- |
| Община Карлово, Област Пловдив, I-6, 281,4 км ←                            | 0,0  | ← 281,4 км, I-6, Област Пловдив, Община Карлово                           |
| гр. Калофер                                                                | 1    | гр. Калофер                                                               |
| мест. „Паниците“                                                           | 6,9  | мест. „Паниците“                                                          |
| паметник на загинали руски воини                                           | 24,4 | паметник на загинали руски воини                                          |
| Община Априлци, Област Ловеч                                               | 28,1 | Област Ловеч, Община Априлци                                              |
| хижа "Тъжа"                                                                | 33   | хижа "Тъжа"                                                               |
| (до 4,7 км на III-4402) III-6072, 0 км, гр. Априлци ←                      | 42,9 | гр. Априлци                                                               |
| (за с. Боазът) общински път, гр. Априлци ←                                 | 45   | гр. Априлци                                                               |
| с. Скандалото                                                              | 58,5 | с. Скандалото                                                             |
| (от с. Казачево) III-3505, 31,6 км, с. Велчево →                           | 62,0 | с. Велчево                                                                |
| (до 25,8 км на III-3505) III-357, 12,8 км, с. Драшкова поляна ←            | 67,7 | ← с. Драшкова поляна, 12,8 км, III-357 (от гр. Троян)                     |